# Barbara Pierre

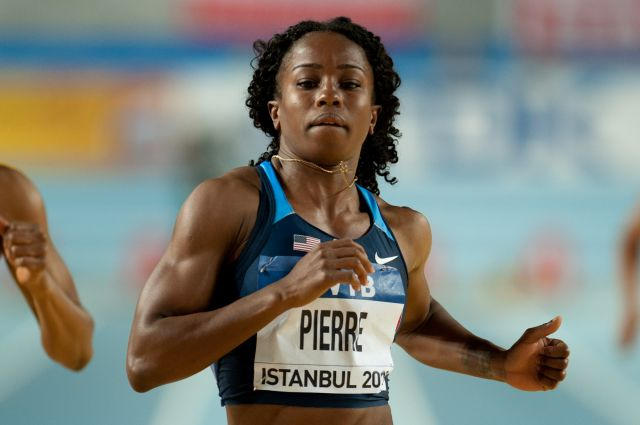
Barbara Pierre bei den Hallenweltmeisterschaften 2012

Barbara Pierre (* 28. April 1986 in Port-au-Prince, Haiti) ist eine US-amerikanische Sprinterin haitianischer Herkunft.
Für Haiti startend gewann sie 2008 über 100 Meter Bronze bei den Zentralamerika- und Karibikmeisterschaften und erreichte bei den Olympischen Spielen in Peking das Viertelfinale.
Als US-Repräsentantin holte sie bei den Panamerikanischen Spielen 2011 in Guadalajara Silber über 100 Meter und in der 4-mal-100-Meter-Staffel. Bei den Hallenweltmeisterschaften 2012 in Istanbul wurde sie über 60 Meter Vierte.
2015 gewann sie bei den Panamerikanischen Spielen in Toronto Bronze über 100 Meter und siegte mit der US-amerikanischen 4-mal-100-Meter-Staffel.
2013 wurde sie US-Hallenmeisterin über 60 Meter.

## Persönliche Bestzeiten
- 60 m (Halle): 7,06 s, 26. Februar 2012, Albuquerque
- 100 m: 10,85 s, 21. Juni 2013, Des Moines
- 200 m: 23,23 s, 29. Mai 2010, Charlotte
  - Halle: 23,62 s, 12. März 2010, Albuquerque